# Thomas Madox
Thomas Madox (1666 – Arlesey, 13 gennaio 1727) è stato uno storico, diplomatista e antiquario britannico, famoso per aver introdotto la diplomatica nel Regno Unito applicandola allo studio dei documenti degli archivi medievali inglesi dalla conquista normanna del 1066 fino al regno di Edoardo II. Fu storico reale dal 1714 fino alla sua morte. Viene considerato come uno dei più importanti storici inglesi.

## Biografia
Madox nacque nel 1666. Si era applicato fin dalla tenera età allo studio del diritto comune e fu ammesso al Middle Temple, anche se non si laureò mai e non fu mai inserito nell'ordine. Divenne un impiegato nell'ufficio del Lord Tesoriere (vale a dire gli archivi ufficiali) e in seguito fu nominato commesso nell'Augmentation office che amministrava le proprietà della Corona prima con Charles Batteley, che morì nel maggio 1722, e in seguito con John Batteley.
In questo incarico ha proseguito le sue ricerche storiche sotto il patronato di Lord Somers. Il suo debutto come autore è avvenuto con la pubblicazione del Formulare Anglicanum nel 1702, avente per oggetto le carte antiche che Madox ha introdotto con una dissertata dottrina sull'argomento. I materiali principali per questo lavoro sono stati ottenuti dagli archivi della corte degli aumenti. Nel gennaio del 1708, su proposta di Peter Le Neve, Madox fu eletto membro della Society of Antiquaries.
Nel 1711 Madox pubblicò il suo capolavoro, ossia la History and Antiquities of the Exchequer of the Kings of England . . . from the Norman Conquest to the End of the Reign of . . . Edward II, dedicato alla regina Anna e premesso da una lunga prefazione sotto forma di epistola a Lord Somers, in cui si dà un resoconto delle varie ricerche compiute da Madox tra i pubblici archivi. Madox fu successivamente ammesso come storiografo reale quale successore di Thomas Rymer, il 12 luglio 1714, con un salario di 200 sterline all'anno.
L'ultimo dei lavori che Madox si vide stampare in vita fu Firma Burgi, opera riguardante i primi documenti delle città e borghi inglesi, dedicato a Giorgio I e pubblicato nel 1723. Madox morì il 13 gennaio 1727 e fu sepolto ad Arlesey, nel Bedfordshire, mentre stava elaborando una storia dell'Inghilterra medievale. Robert Stephens gli succedette quale storiografo reale.
Un'opera postuma, Baronia Anglica, sulla storia e gli archivi dei baroni feudali, apparve nel 1736. Una raccolta di ulteriori trascrizioni fu lasciata in eredità dalla sua vedova Catherine, figlia di Vigarus Edwards, al British Museum, come aggiunta alla Biblioteca Sloane. Madox non ebbe figli dal matrimonio.

## Opere
- Formulare Anglicanum, or a Collection of Antique Charters and Instruments of divers kinds, taken from the Originals, placed under several Heads, and deduced (in a Series according to the Order of Time) from the Norman Conquest to the End of the Reign of King Henry VIII. Londra, 1702
- History and Antiquities of the Exchequer of the Kings of England ... from the Norman Conquest to the End of the Reign of ... Edward II, London, 1711. Un indice fu stampato in Baronia Anglica, e una seconda edizione in due volumi, con l'indice, fu pubblicata a Londra nel 1769 (vol. 1, vol. 2) Allegata vi è una copia del Dialogue concerning the Exchequer (De Scaccario), erroneamente attribuita a Gervase of Tilbury, ora ritenuta essere di Richard FitzNeal; vi è anche una dissertazione in latino di Madox sul Great Roll of the Exchequer (i Pipe rolls).
- An account of all the gold and silver coins ever used in England: particularly of their value, fineness, and allay, and the standards of gold and silver in all the respective reigns for the last six hundred years: likewise of it's plenty and scarcity, Londra, 1718
- Firma Burgi, or an Historical Essay concerning the Cities, Towns, and Boroughs of England, taken from Records, Londra, 1723, e una nuova edizione nel 1726
- Baronia Anglica; an History of Land-honours and Baronies, and of Tenure in capite Verified by Records, Londra, 1736.; ristampata in 1741.